# Église Notre-Dame-de-la-Daurade de Tarascon-sur-Ariège
L'église Notre-Dame-de-la-Daurade de Tarascon-sur-Ariège est l'une des deux églises de Tarascon-sur-Ariège.
Cette église fait l’objet d’une inscription au titre des monuments historiques depuis le 13 novembre 1990.

## Description

### Architecture générale
Des travaux de rénovation en 2016 ont mis au jour des papiers peints bleu-blanc-rouge qui dateraient de la Révolution, probablement uniques en France,.

### Intérieur
Dans le chœur est placé un retable monumental avec au centre un tableau de la crucifixion de Jésus, à ses côtés les statues de saint Pierre (à gauche) et de saint Paul (à droite).
Au sommet du retable se trouvent trois statues : au centre, saint Michel archange, à gauche, la Vierge Marie, à droite, saint Gabriel archange, ces deux statues représentent l'Annonciation.

Quatre autres tableaux sont placés dans le chœur, ils représentent (de gauche à droite) : l'Adoration des bergers, la Présentation de Jésus au temple, l'Assomption de Marie, et le Procès de Jésus ?

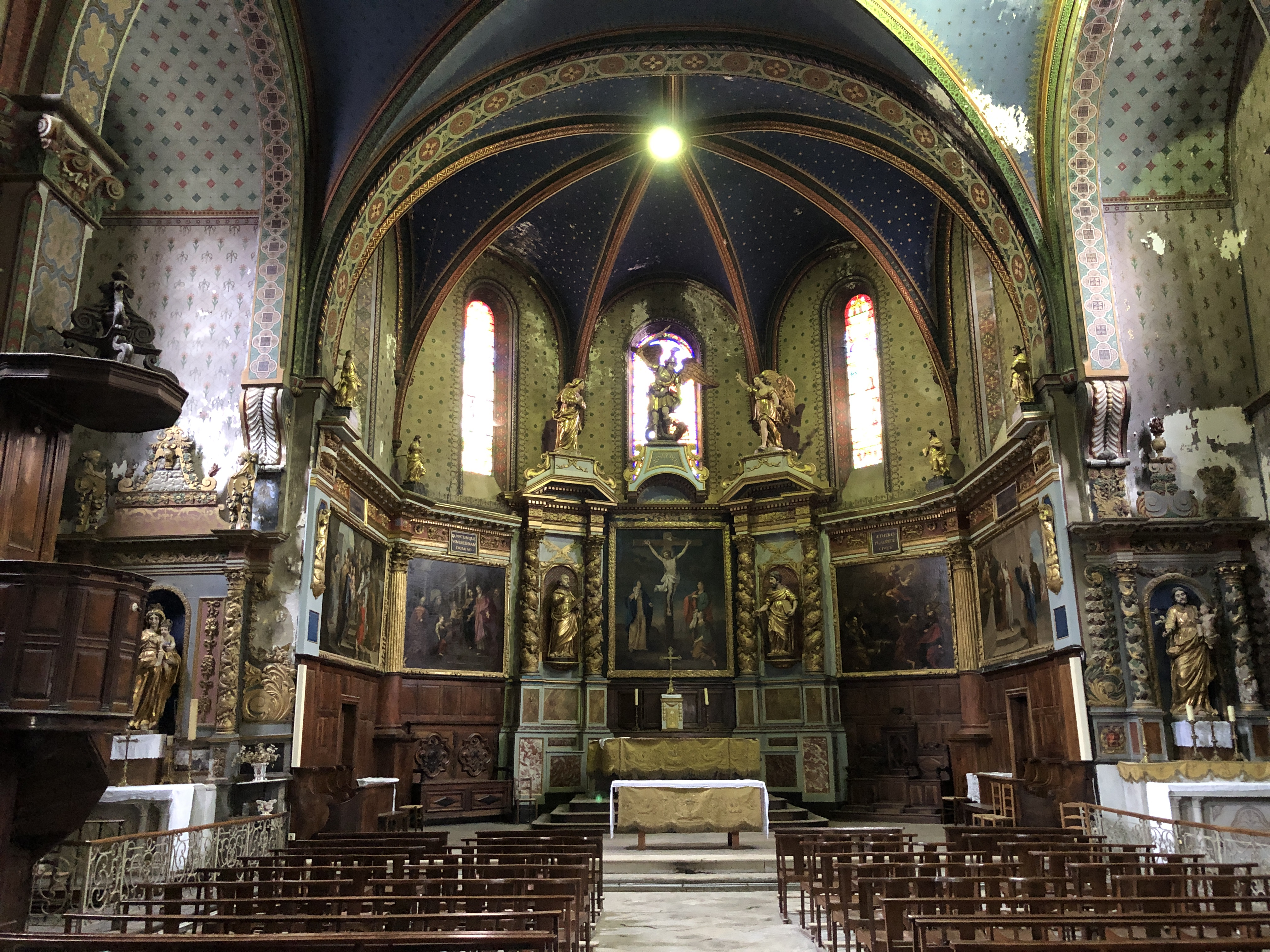
La nef et le chœur. Sur la gauche, la chaire et la chapelle de la Vierge Marie, sur la droite, la chapelle Saint-Joseph.
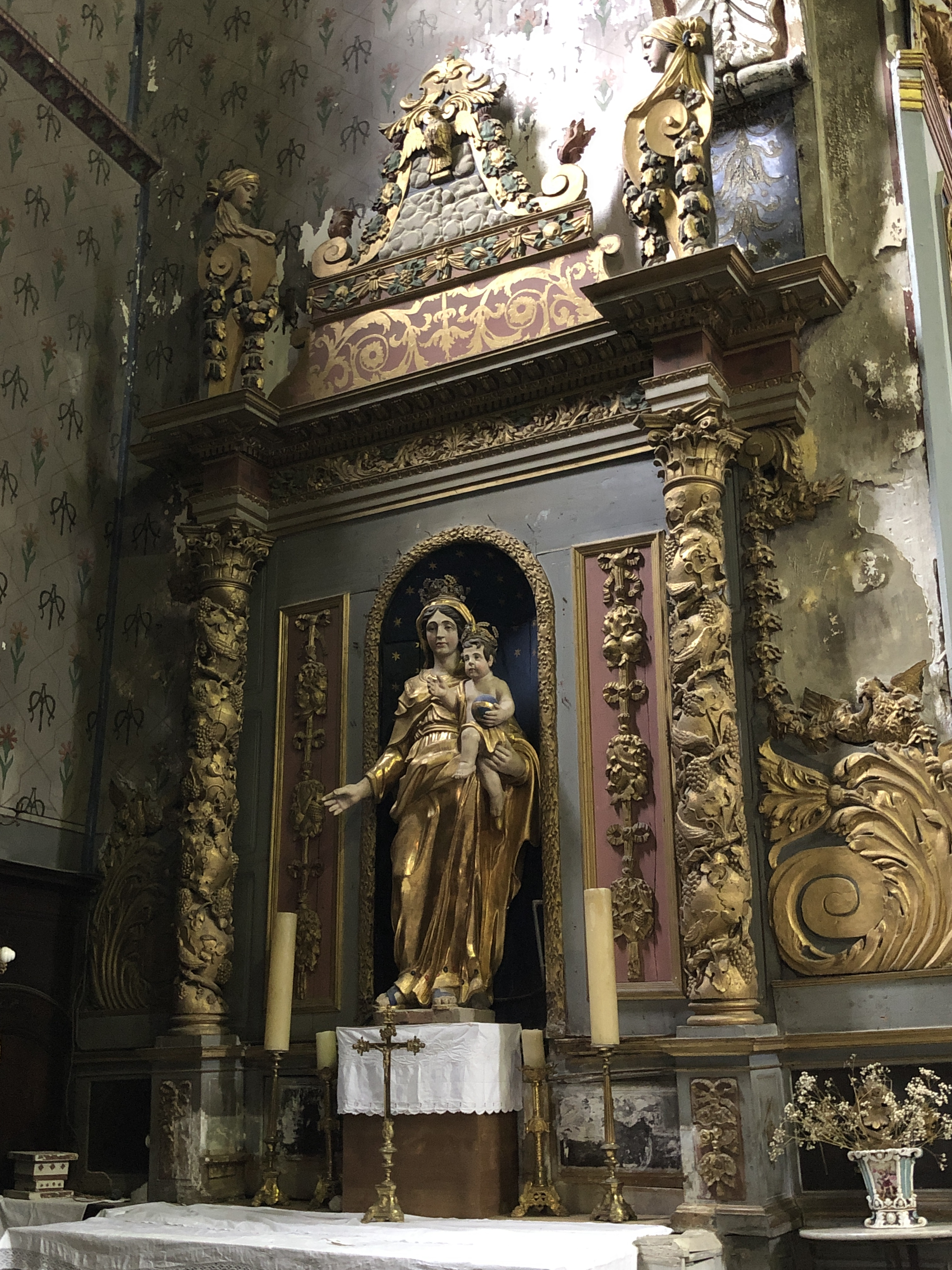
Retable monumental avec la Vierge à l'Enfant de la chapelle de la Vierge Marie.
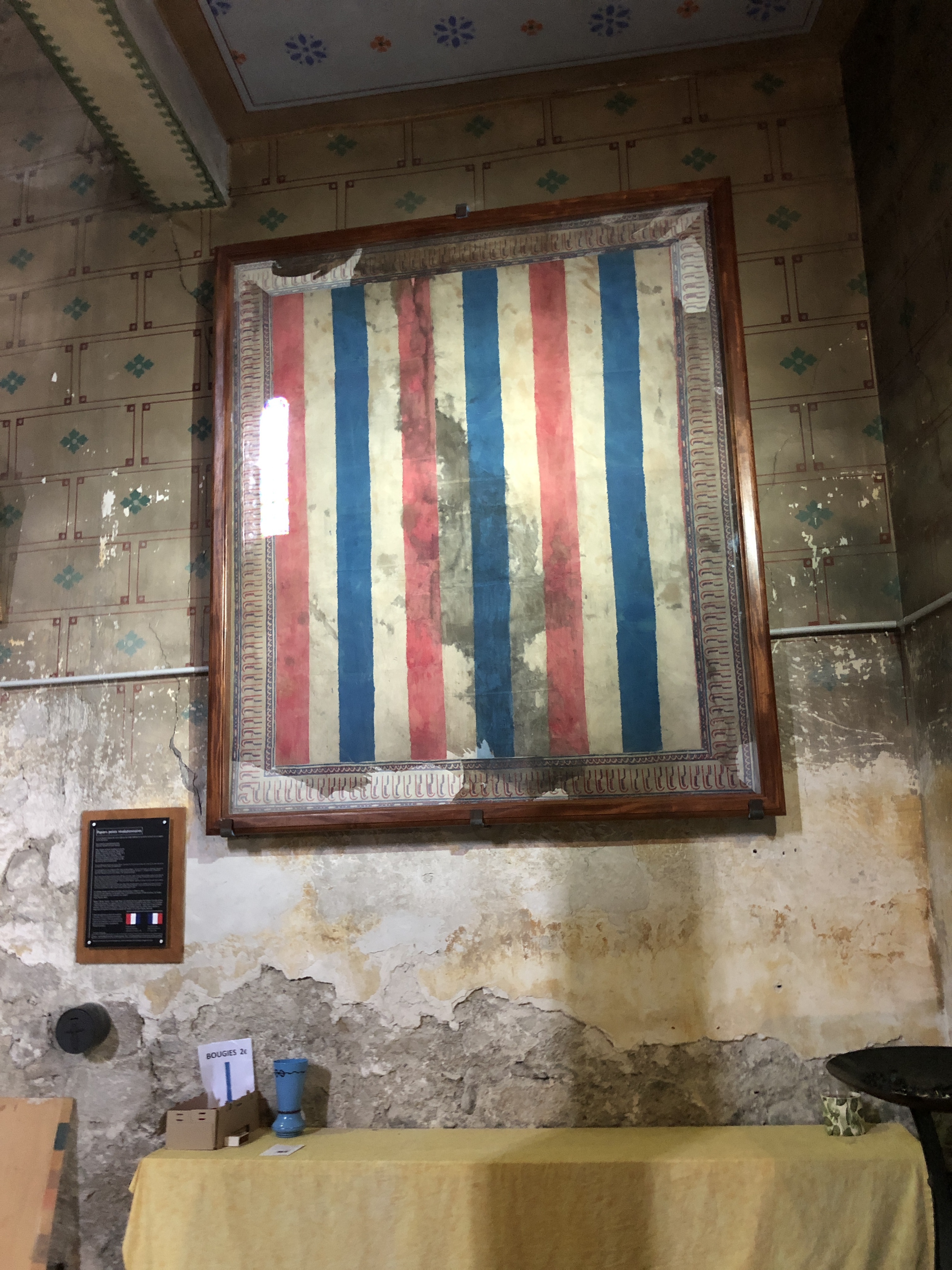
Papiers peints bleu-blanc-rouge qui dateraient de la Révolution.

#### Mobilier
De nombreux objets sont référencés dans la base Palissy (voir les notices liées).